# Калачевська Тамара Олександрівна
Тамара Олександрівна Калачевська (1895—1975) — радянська актриса і театральний діяч. Заслужена артистка РРФСР (1961).

## Біографія
Тамара Калачевська народилася 29 грудня 1895 року в місті Путивль (нині — Сумська область України). Закінчила Школу сценічного мистецтва Андрія Павловича Петровського і з 1915 року працювала актрисою Харківського театру, яким керував Микола Миколайович Синельников.
З 1929 року Калачевська жила і працювала в Смоленській (Західній) області, була актрисою, режисером 1-го Робітничого театру. 
У 1934 році створила 1-й колгоспно-радгоспний театр в Гжатську (нині Гагарін). З 1941 року грала в Смоленському державному драматичному театрі. Активно займалася викладацькою діяльністю, серед її учнів був майбутній народний артист СРСР Борис Петкер. 
У 1948—1973 роках Калачевська керувала Смоленським обласним відділенням Всесоюзного театрального товариства. У 1961 році їй було присвоєно звання заслуженої артистки РРФСР.
Померла в Ленінградському Будинку ветеранів сцени 4 серпня 1975 року, похована на Братському кладовищі Смоленська.

## Театральні роботи (режисер)
- Після балу
- Кремлівські куранти
- Чудесний сплав
- Неспокійна старість.
- Без вини винуваті
- «Не все коту масляна» О. М. Островського
- Пізня любов

## Театральні роботи (актриса)
- Васса Желєзнова (головна роль)
- Неспокійна старість (Марія Львівна)
- Ліс (Гурмижська)
- Безприданниця (Чебоксарова)
- Навала (Таланова)
- Привиди (фрау Альвинг)